# Černínský palác (Sněmovní)
Černínský palác ve Sněmovní (též Sterneggovský palác) je barokní budova ve Sněmovní ulici v Praze na Malé Straně. Jeho průčelí, které vystupuje do ulice výrazně víc než sousední domy, se nachází proti vchodu do Poslanecké sněmovny parlamentu ČR. Od roku 1964 je památkově chráněn.

## Popis
Palác je čtyřkřídlý dvoupatrový objekt s podkrovím a vnitřním dvorem. Hlavní, východní průčelí do Sněmovní ulice je zalomeno tak, že jižní dvouosá část je posunuta oproti sedmiosé severní části o cca 5 metrů dozadu, tj. západním směrem. Obě části fasády spojuje jednoosá krátká část fasády obrácená k jihu. Přízemí je pokryto pásovou rustikou, do níž je vsazen hlavní portál s postranními pilastry. Nároží i okraje průčelí lemuje v patrech rustika. Okna  prvního patra svírají štukové rámy s uchy a volutami. Nad obdobně vytvořeným druhým patrem vyniká profilovaná hlavní římsa a nad ní jsou tři vikýře s okny podkroví v mansardové střeše.

## Historie
Na místě paláce byl původně gotický dům, který byl po požáru v roce 1541 nejprve přestavěn renesančně. Roku 1597 ho koupil Jan z Valdštejna a od jeho dědiců v roce 1628 dům zakoupil hrabě Heřman Černín z Chudenic.
V letech 1712–1713 byla budova výrazně upravena, přestavbu ve stylu vrcholného baroka provedl stavitel František Maxmilián Kaňka a je zvenku patrná na fasádě domu. V roce 1739 Černínové palác prodali císařskému radovi Janu Petrovi Nellemu. Roku 1789 objekt koupila hraběnka von Excherisch, rozená Sterneggová, po níž byl v té době pojmenován. Od roku 1800 palác vlastnili měšťané, kteří ho proměnili v činžovní dům.
V současné době je palác využíván jako nájemní byty a kanceláře. V 50. letech 20. století tu bydlel např. filmový režisér Václav Krška, po jeho smrti v roce 1970 herec Eduard Cupák. V současné době (2019) je jedním z majitelů Martin Bursík. Kancelář tu má mj. Honorární konzulát Monackého knížectví a je zde také sídlo Liberálně ekologické strany (LES).